# Karl Snell
Karl Snell (Dachsenhausen, 19 de janeiro de 1806 – Jena, 12 de agosto de 1886) foi um matemático, filósofo natural e professor de matemática e física na Universidade de Jena.

## Vida
Karl Snell estudou filosofia e matemática de 1823 a 1828 em Gießen, Halle, Göttingen e Berlim. Foi professor de ciências naturais no Instituto Blochmann em Dresden, depois em 1834 professor de matemática e física na Kreuzschule. Em 1844 foi professor ordinário de matemática e física na Universidade de Jena. Por ocasião desta nova posição recebeu um doutorado honorário (Dr. phil. h. c.). Exerceu a dupla atividade de ensino até 1878. Foi cada vez mais auxiliado por Hermann Schaeffer, que expandiu a física experimental.
Os campos principais de seu trabalho em matemática foram geometria, cálculo infinitesimal e cálculo integral e diferencial. Na física lidou com mecânica teórica, teoria do calor, eletromagnetismo, correntes galvânicas e indução. Foi membro da banca de tese de Otto Schott e Ernst Karl Abbe, que se casou em 1871 com sua filha Else (Elise). Sua neta Margarete (Marguerite), filha de Ottilie Koch, nascida Snell, casou-se Siegfried Czapski.
Snell dedicou-se particularmente à interpretação filosófica das ciências naturais e atuou como oponente da escola de Jakob Friedrich Fries. Um dos seus alunos mais conhecidos é Gottlob Frege. Foi membro do reitorado da Universidade de Jena em 1849, 1852 e 1856/57.
Snell foi um oponente decisivo de Otto von Bismarck e foi candidato nas eleições parlamentares de 3 de março de 1871 pelo Freisinnige Volkspartei no distrito eleitoral de Weimar contra o Partido Nacional Liberal. Também teve influência no estatuto da Fundação Carl Zeiss elaborado por Ernst Abbe.

## Obras
- Lehrbuch der Geometrie, F.A. Brockhaus, Leipzig, 1841
- Einleitung in die Differential- und Integralrechnung, F.A. Brockhaus, Leipzig, Band 1 1846, Band 2 1851
- Newton und die mechanische Naturwissenschaft, Arnoldsche Buchhandlung, Leipzig, 1843, 2. Aufl. 1858